# Umberto Zanotti Bianco
Umberto Zanotti Bianco pseud. Giorgio D'Acandia (ur. 22 stycznia 1889 w Chanii, zm. 28 sierpnia 1963 w Rzymie) – włoski archeolog, pisarz, publicysta, senator dożywotni.

## Życiorys
Kształcił się w kolegium w Moncalieri prowadzonym przez barnabitów. Od 1910 aktywnie uczestniczył w ANIMI, regionalnym stowarzyszeniu na rzecz interesów południa Włoch (Mezzogiorno), był m.in. jego prezesem. Należał do współzałożycieli grupy prowadzącej wykopaliska m.in. w Sant’Angelo Muxaro, Sybaris i innych miejscowościach Wielkiej Grecji, dokonując szeregu odkryć archeologicznych. W okresie reżimu faszystowskiego utrzymał działalność ANIMI, dzięki wsparciu swojej przyjaciółki, księżniczki Marii Józefy, która objęła nad nim patronat. W 1941 za swoje antyfaszystowskie poglądy został na pewien czas tymczasowo aresztowany.
W latach 1944–1949 stał na czele Włoskiego Czerwonego Krzyża.
17 września 1952 prezydent Włoch Luigi Einaudi w uznaniu zasług powierzył mu godność dożywotniego senatora. Umberto Zanotti Bianco zasiadał w Senacie I, II, III i IV kadencji, tj. do czasu swojej śmierci.